# Herman van Hulten
Hermanus Josephus (Herman) van Hulten (Moergestel, 12 augustus 1885 – Cuijk, 8 juni 1979) was een Nederlands burgemeester.
Van Hulten begon zijn carrière als secretaris en ambtenaar van de burgerlijke stand in Moergestel, waar hij geboren werd. In 1919 werd hij benoemd tot burgemeester van de kleine Noord-Brabantse gemeente Vlierden, waar hij tevens secretaris werd. Ook was hij gedurende een jaar kassier van de Boerenleenbank aldaar. Toen Vlierden op 1 januari 1926 met Deurne en Liessel tot de nieuwe gemeente Deurne fuseerde, werd Van Hulten burgemeester van de gemeente Haps. Daarnaast was hij vanaf 1934 de burgemeester van Beugen en Rijkevoort tot die gemeente in 1942 werd opgedeeld tussen Boxmeer en Wanroij. Van Haps bleef hij burgemeester tot zijn pensionering in 1950. Midden 1979 overleed hij op 93-jarige leeftijd.
Van Hulten was in 1920 in Hilvarenbeek getrouwd tijdens zijn burgemeesterschap in Vlierden. Met zijn echtgenote Francisca Josepha Favier kreeg hij drie dochters.